# Ommatius cinthiae
Ommatius cinthiae är en tvåvingeart som beskrevs av Vieira, Castro och Freddy Bravo 2004. Ommatius cinthiae ingår i släktet Ommatius och familjen rovflugor. Inga underarter finns listade i Catalogue of Life.